# Ляпкало, Виктор Александрович
Ляпкало Виктор Александрович (18 сентября 1956, Ухта, Коми АССР) — советский живописец, член Санкт-Петербургского Союза художников.

## Биография
Родился 18 сентября 1956 года в Ухте, Республика Коми. В 1978 году окончил Саратовское художественное училище. В 1979—1987 годах учился на живописном факультете ЛИЖСА имени И. Е. Репина у В. Горба, В. Рейхета. Окончил институт по мастерской Бориса Угарова с присвоением квалификации художника живописи и педагога. Дипломная работа — картина «Белая ночь». С 1990 года — член Санкт-Петербургского Союза художников
Участник выставок с 1987 года. Живёт и работает в Санкт-Петербурге. Пишет портреты, ню, пейзажи. Среди созданных произведений картины «Оля» (1987), «Меланхолия» (1989), «Валя» (1991), «Марбург» (1992), «После бани», «Петрович», «Гоша и Ерофеич» (все 1993), «Таня» (1995), «Стакан воды» (1998), «Наташа» (1999), «У самовара», «Семейный портрет» (обе 2000), «Весна» (2002), «Сашенька», «Выбор» (обе 2004), «Маркиз вернулся», «Осень жизни» (обе 2005), «Летнее настроение» (2007), «Женский образ», «Концерт окончен» (обе 2008), «Мечты о лете» (2011) и другие. Персональные выставки в Санкт-Петербурге (1996, 1997, 1998, 1999, 2002, 2004, 2006, 2009), Мюнхене (1994), Гиссене (1995), Марбурге (1992, 1993).
Произведения Виктора Александровича Ляпкало находятся в музеях и частных собраниях в России, Германии, Голландии, Бельгии, США и других странах.